# 陸奇
陸奇（1961年9月3日—），男，上海人，中国計算機專家，曾担任百度集团总裁，微軟全球执行副總裁，雅虎执行副总裁，Y Combinator中国首席执行官等职，现任奇绩创坛创始人。

## 生平

### 早期生活
文革期間陸奇的父母因受迫害，父母將其從上海送到爺爺家裏寄養。爺爺家在江蘇的一個小鎮，屋裡沒有水、電，一年難得吃一次肉，因環境及營養不良，使得陸奇體格孱弱並且視力不佳。陸奇想要應徵一份輪船製造廠的工作，因體力通不過考核沒通过。1979年毕业于上海市市西中学。复读一年之后，1980年高考時因為視力不佳無法從事物理實驗，選擇了計算機的專業，希望將來能在無線電廠找到一份工作。1984年復旦大學畢業後又繼續攻讀研究生，1987年獲得計算機碩士學位後，被分配到復旦大學任职教师。

### 赴美留學
在1988年的某一週末因天候不佳無法看望父母，同宿舍的同學邀他去參加卡內基美隆大學大學艾德蒙·克拉克教授的研討會。會中陸奇提出幾個問題讓克拉克教授印象深刻，會後克拉克教授看過陸奇的論文後，要陸奇申請卡內基美隆大學進修博士學位。陸奇當時拿不出45美元的入學申請費，克拉克教授免去他的入學申請費，並提供博士生獎學金。陸奇進入卡內基美隆大學學習的指導教授並非克拉克教授而是尼可·赫伯曼教授 ，後來赫伯曼教授在1993年過世由沙特亞教授接續指導完成博士論文。陸奇于1988年渡美，1996年獲得卡內基美隆大學計算機博士，論文題目為：'Improving Data Consistency for Mobile File Access Using Isolation-Only Transactions'。

### 就業經歷
陸奇博士畢業之後因為論文研究內容與IBM公司的研究計劃有關，隨後進了IBM公司的Almaden研究所。1998年工作兩年後有天陸奇陪一位想進入雅虎（Yahoo!）的同學吃飯，席間遇到一位雅虎技術主管，該主管聽到陸奇當時正在開發線上購物的構想後，問他「是否可以在週一去趟雅虎公司？」週一陸奇到雅虎辦公室之後，聘書已經預備好放在桌上了。1998年8月17日陸奇加入雅虎公司，從一個普通工程師開始幹起。當時雅虎還是使用別人開發好的的搜索引擎，陸奇參與雅虎公司收購三家公司的評估計劃，收購後雅虎推出了第一款自己的搜索引擎，此後陸奇就投入搜索廣告技術的開發。2006年4月14日陸奇被任命為雅虎的資深副總裁，率領搜索引擎研發團隊。2007年被提升為雅虎執行副總裁。
2008年12月4日陸奇由微軟首席执行官史蒂夫·巴爾默親自延聘，加入微軟出任互聯網業務部門總經理。陸奇進入微軟後將有助微軟倂購雅虎的企圖，加強與臉書的合作，并领导为對抗Google而上线的搜索引擎業務。2016年9月从微软离职，据称他是因为此前骑车时受伤的腿部伤情加重而选择离职。
2016年10月，有媒体爆料他将加盟腾讯，负责人工智能以及地图等业务，而最有可能的职位是联席总裁。直至2017年1月，百度任命陸奇為百度集團總裁兼首席运营官。期间他主要推行“All in AI”的人工智能先行战略，并成立百度智能驾驶事业群加强对无人驾驶技术的研发。2018年5月18日，百度宣布陆奇因身体和家庭原因，无法全职在北京工作，他将从7月起卸任总裁和COO，但仍将继续担任集团公司副董事长。
2018年6月29日，根据拼多多向美国证券交易委员会提交的招股书显示，陆奇将受邀担任拼多多独立董事兼薪酬委员会主席。同年8月15日，美国创投公司Y Combinator宣布进入中国，聘请陆奇担任YC中国的创始人兼首席执行官，以及YC全球研究院院长。
2019年3月13日，拼多多将成立技术顾问委员会，前微软全球执行副总裁，现YC中国创始人、拼多多独立董事、百度董事会副主席陆奇博士将领导技术委员会相关工作。
2019年11月21日，由于YC即将停止其在中国分支的运营，陆奇成立了自己的新基金——奇绩创坛（MiraclePlus），该基金的美元基金募资已基本完成，人民币基金还在进行。

## 轶事
陸奇以精力旺盛著稱，通常凌晨4點起床，先查郵件，然後在跑步機上跑4英裡，邊跑邊聽古典音樂或看新聞。早上5點至6點至辦公室，利用這段時間不受別人干擾准備一天的工作，然後一直工作到晚上10點，有時也會在半夜給同事發電子郵件。LinkedIn CEO 傑夫·維納(Jeff Weiner)曾在雅虎與陸奇共事多年，他開始以為這種日程安排無法持久，後來不得不說：「陸奇的確是我所見過最有幹勁的人。」前雅虎工程師阿米特·庫瑪爾(Amit Kumar)也誇獎陸奇人緣好。陸奇說：「我不覺得累，我熱愛每天的工作。」陸奇獲有20項美國專利。
谷歌搜索工程副總尤迪·曼伯爾(Udi Manber)曾先後在IBM及雅虎與陸奇共事，他對陸奇有崇高的敬意說：「他是我最好的競爭對手。」

## 家庭
陸奇已婚有兩個女兒，周末時間多半用來陪伴家人。